# Clinton Shorter
Clinton Shorter (North Vancouver, 18 marzo 1971) è un compositore canadese.
Ha composto musiche per film e serie televisive, tra cui: District 9, Pompei e Colony.

## Filmografia parziale

### Cinema
- District 9, regia di Neill Blomkamp (2009)
- Cole, regia di Carl Bessai (2009)
- Contraband, regia di Baltasar Kormákur (2012)
- Cani sciolti (2 Guns), regia di Baltasar Kormákur (2013)
- Pompei (Pompeii), regia di Paul W. S. Anderson (2014)
- Boss Level, regia di Joe Carnahan (2021)
- Copshop - Scontro a fuoco (Copshop), regia di Joe Carnahan (2021)

### Televisione
- Massima allerta: Tornado a New York (NYC: Tornado Terror) - film TV, regia di Tibor Takacs (2008)
- Intelligence - serie TV (2014)
- House of Lies - serie TV, 22 episodi (2015-2016)
- Code Black - serie TV (2015-2018)
- The Expanse - serie TV (2015-2022)
- Colony - serie TV (2016-2018)
- Quantico - serie TV, 13 episodi (2018)
- Tribes of Europa - serie TV (2021-in corso)

## Premi
- BMI Film & TV Award - vinto nel 2010 per District 9.[2]